# Liste der Monuments historiques in Marolles-en-Brie (Seine-et-Marne)
Die Liste der Monuments historiques in Marolles-en-Brie (Seine-et-Marne) führt die Monuments historiques in der französischen Gemeinde Marolles-en-Brie auf.

## Liste der Objekte
| Bezeichnung                                           | Beschreibung | Standort                                                                 | Kennzeichnung | Schutzstatus | Datum | Bild |
| ----------------------------------------------------- | --- | ------------------------------------------------------------------------ | ------------- | ------------ | ----- | ---- |
| Prozessionsbanner Hl. Georg                           | Prozessionsbanner aus bestickter und bemalter Seide auf dem der heilige Georg mit dem Drachen abgebildet ist. Hergestellt im 19. Jahrhundert. | In der Sakristei der Kirche St-Georges-St-Thomas-Becket (Lage)           | PM77003348    | Inscrit      | 1979  |      |
| Hochaltar, Tabernakel und Gemälde Christi Himmelfahrt | Altarbild mit Säulen, die von einer geschnitzten Dekoration aus Puttenköpfen umrahmt werden und in einer pflanzlichen Volute enden. Der Tabernakel ist mit verdrehten Säulen und vergoldeten Statuetten ausgestattet. In der Mitte des Altarbildes das Gemälde Christi Himmelfahrt. Entstehungszeit im 18. und 19. Jahrhundert. | Im Chor in der Kirche St-Georges-St-Thomas-Becket (Lage)                 | PM77003597    | Inscrit      | 1980  |      |
| Skulptur Christus am Kreuz                            | Holzskulptur bei der die Christusfigur in Ocker bemalt wurde. Hergestellt im 18. Jahrhundert. | An einem Kirchenpfeiler in der Kirche St-Georges-St-Thomas-Becket (Lage) | PM77003596    | Inscrit      | 1980  |      |
| Ölgemälde Heiliger in Ekstase                         | 17. Jahrhundert | In der Kirche St-Georges-St-Thomas-Becket (Lage)                         | PM77002506    | Inscrit      | 1977  |      |
| Gemälde Jesus wird von seinen Eltern gefunden         | Ölgemälde aus dem 17. oder 19. Jahrhundert das Jesus im Tempel zeigt der von seinen Eltern gefunden wurde. | In der Kirche St-Georges-St-Thomas-Becket (Lage)                         | PM77003595    | Inscrit      | 1980  |      |
| Seidendecke                                           | Decke aus Seide die mit floralen Motiven und dem Mystischen Lamm mit Gold- und Silberfäden bestickt wurde. Hergestellt im 19. Jahrhundert. | In der Sakristei der Kirche St-Georges-St-Thomas-Becket (Lage)           | PM77003349    | Inscrit      | 1979  |      |